# Optași-Măgura
Optași-Măgura est une commune roumaine située dans le județ d'Olt.